# Passiflora multiformis
Passiflora multiformis Jacq. – gatunek rośliny z rodziny męczennicowatych (Passifloraceae Juss. ex Kunth in Humb.). Występuje endemicznie w Brazylii.

## Morfologia
PokrójZdrewniałe, trwałe, owłosione liany.
LiściePotrójnie klapowane, ścięte u podstawy. Mają 6–14 cm długości oraz 4–14 cm szerokości. Ząbkowane, ze spiczastym wierzchołkiem. Ogonek liściowy jest owłosiony i ma długość 20–50 mm. Przylistki są liniowe o długości 7 mm.
KwiatyPojedyncze. Działki kielicha są lancetowate, zielonkawe, mają 3–4,5 cm długości. Płatki są liniowo podłużne, mają 2,8–4 cm długości. Przykoronek ułożony jest w dwóch rzędach, ma 15 mm długości.
OwoceSą kulistego kształtu. Mają 3–5 cm średnicy.

## Biologia i ekologia
Występuje na nizinnych sawannach i lasach.